# 伝馬朱印状
伝馬朱印状（てんましゅいんじょう）とは、戦国期から江戸時代にかけて伝馬手形など伝馬の利用を許可する文書類に朱印を捺したもの。
戦国大名や江戸幕府および諸藩が宿場町や農村から伝馬を徴発する際に伝馬手形などを使用させていたが、無料での利用など特権を与えた利用者にはその証明として朱印を押した。戦国大名は独自のスタイルの朱印（武田氏は「伝馬」、北条氏は「常調」など）を押した。徳川氏では江戸幕府成立前から「駒曳きの印」を採用していたが、徳川家康が駿府城に隠居して、江戸と駿府の二頭体制になったのを機に新しい朱印を半分に割って江戸と駿府に分置した。家康の没後も将軍が代わるたびに江戸と駿府で左右が交互に使用された。